# 小菅宇一郎
小菅 宇一郎（こすが ういちろう、1893年10月14日 - 1968年2月14日）は、日本の経営者。滋賀県犬上郡多賀町出身。

## 経歴
1912年に八幡商業学校を卒業。伊藤糸店での勤務を経て、1925年に伊藤忠商事名古屋支店長に就任した。1933年12月に取締役に就任し、1949年12月に社長に昇格した。
1958年に藍綬褒章を受章し、1964年に産業功労賞を受賞し、1965年に勲三等旭日中綬章を受章した。
1968年2月14日脳溢血のために死去。74歳没。